# 82. vestlige længdekreds
Den 82. vestlige længdekreds (eller 82 grader vestlig længde) er en længdekreds, der ligger 82 grader vest for nulmeridianen. Den løber gennem Ishavet, Nordamerika, Caribien, Mellemamerika, Stillehavet, det Sydlige Ishav og Antarktis.